# Elecciones presidenciales de Uzbekistán de 2021
Las elecciones presidenciales de Uzbekistán de 2021 se llevaron a cabo el 24 de octubre.El presidente en ejercicio Shavkat Mirziyoyev ganó la reelección para un segundo mandato con una mayoría del 80,1% de los votos, aunque tuvo el desempeño más bajo para un presidente en ejercicio en términos de participación de votos desde 1991.
Se esperaba que el presidente Shavkat Mirziyoyev ganase oficialmente por un amplio margen, lo que finalmente logró con más del 80% de los votos.

## Sistema electoral
El Presidente de Uzbekistán es elegido mediante el sistema de balotaje, con una segunda vuelta entre los dos candidatos más votados si ningún candidato obtiene la mayoría absoluta de los votos en la primera vuelta. La Oficina de Instituciones Democráticas y Derechos Humanos (OIDDH) de la Organización para la Seguridad y la Cooperación en Europa (OSCE), que observó las elecciones de 2016 ganadas por Mirziyoyev con más de un 88% de los votos, informó que las elecciones carecieron de competencia real y se registraron fraudes electorales.

## Candidatos
Se registraron los siguientes candidatos para las elecciones:
- Narzullo Oblomurodov (Movimiento Ecológico de Uzbekistán)[5]
- Alisher Qodirov (Partido Demócrata del Renacimiento Nacional)[5]
- Bahrom Abduhalimov (Partido Socialdemócrata de la Justicia)[6]
- Shavkat Mirziyoyev (Partido Liberal Democrático de Uzbekistán)[6]
- Maqsuda Vorisova (Partido Democrático Popular de Uzbekistán)[6]

Los cinco partidos políticos oficialmente registrados en Uzbekistán son todos vistos como pro-gobierno. Dos prominentes figuras de la oposición declararon su intención de postularse contra Mirziyoyev, pero las autoridades rechazaron repetidamente el registro de los partidos de estos precandidatos y uno de ellos, el famoso cantante Jahongir Otajonov, se retiró debido a aparentes razones de intimidación.

## Resultados
| Candidato                                                          | Partido                                     | Votos      | %     |
| ------------------------------------------------------------------ | ------------------------------------------- | ---------- | ----- |
| Shavkat Mirziyoyev                                                 | Partido Liberal Democrático de Uzbekistán   | 12,988,964 | 80.31 |
| Maqsuda Vorisova                                                   | Partido Democrático Popular de Uzbekistán   | 1,075,016  | 6.65  |
| Alisher Qodirov                                                    | Partido Demócrata del Renacimiento Nacional | 888,515    | 5.49  |
| Narzullo Oblomurodov                                               | Movimiento Ecológico de Uzbekistán          | 670,641    | 4.15  |
| Bahrom Abduhalimov                                                 | Partido Socialdemócrata de la Justicia      | 549,766    | 3.40  |
| Votos nulos/en blanco                                              | Votos nulos/en blanco                       | 39,441     | –     |
| Total                                                              | Total                                       | 16,212,343 | 100   |
| Votantes registrados/participación                                 | Votantes registrados/participación          | 20,158,907 | 80.42 |
| Fuente: CEC Archivado el 25 de octubre de 2021 en Wayback Machine. |                                             |            |       |